# Берк, Ильхан
Ильхан Берк (18 ноября 1918 — 28 августа 2008) — турецкий поэт и переводчик. Был одной из ведущих фигур постмодернистского течения в турецкой поэзии İkinci Yeni (рус. «Второе новое поколение»).
Родился в городе Маниса, окончил педагогическое училище в Балыкесире, затем, в 1944 году, — факультет французского языка университета Гази в Анкаре, после чего сначала преподавал французский язык в средних и высших школах в нескольких городах страны (1945—1956 годы), а потом работал переводчиком в банке Зираат с 1956 по 1969 год. Заниматься поэзией начал, переводя на турецкий язык стихотворения французских поэтов. В последние годы жил в Бодруме, где и умер.
Свои первые стихи опубликовал в 1935 году. В поэзии Берка сочетаются лирический, эротический, мифологический и социалистический мотивы, она испытала влияние как западных, так и восточных поэтических традиций. В 1988 году получил премию Седата Симави по литературе, до этого получив ряд других авторитетных литературных премий. Многие его стихотворения переводились на другие языки, в том числе на английский.